# Franz Welser-Möst
Franz Welser-Möst, avstrijski dirigent, * 16. avgust 1960, Linz.
Je aktualni glasbeni direktor The Cleveland Orchestra ter honorarni član zbora Wiener Singverein. Leta 2011 in 2013 je dirigiral novoletni koncert dunajskih filharmonikov.